# Andi Rám
Andi Rám (héber betűkkel אַנְדִי רָם, izraeli angol átírással Andy Ram; Montevideo, Uruguay, 1980. április 10. –) izraeli hivatásos teniszező.
Legjobb eredményeit párosban éri el: 16 ATP-tornát nyert meg, köztük a 2008-as Australian Open férfi páros versenyétm honfitársa, Jonatan Erlich partnereként. 2006-ban ő lett hazája első felnőtt Grand Slam-győztese, amikor Vera Zvonarjova oldalán megnyerte a wimbledoni teniszbajnokságot.

## Grand Slam-döntői

### Páros

#### Győzelmei (1)
| Év   | Helyszín        | Partner         | Ellenfelek a döntőben           | Eredmény a döntőben |
| 2008 | Australian Open | Jonathan Erlich | Arnaud Clément / Michaël Llodra | 7–5, 7–6(4)         |

### Vegyes páros

#### Győzelmei (2)
| Év   | Helyszín      | Partner         | Ellenfelek a döntőben               | Eredmény a döntőben |
| 2006 | Wimbledon     | Vera Zvonarjova | Bob Bryan / Venus Williams          | 6–3, 6–2            |
| 2007 | Roland Garros | Nathalie Dechy  | Nenad Zimonjić / Katarina Srebotnik | 7–5, 6–3            |

#### Elvesztett döntői (2)
| Év   | Helyszín        | Partner                 | Ellenfelek a döntőben                | Eredmény a döntőben |
| 2003 | Wimbledon       | Anasztaszija Rogyionova | Lijendar Pedzs / Martina Navratilova | 3–6, 3–6            |
| 2009 | Australian Open | Nathalie Dechy          | Szánija Mirza / Mahes Bhúpati        | 3–6, 1–6            |

## ATP-döntői

### Páros

#### Győzelmei (15)
| Összesítés                                            | Összesítés |
| ----------------------------------------------------- | ---------- |
| Grand Slam-torna                                      | (1)        |
| ATP World Tour Masters 1000 / ATP Masters Series      | (3)        |
| ATP World Tour 500 Series / International Series Gold | (2)        |
| ATP World Tour 250 Series / International Series      | (10)       |
| ATP World Tour Finals / Tennis Masters Cup            | (0)        |

|    | Dátum                | Torna                               | Borítás          | Partner        | Ellenfelek a döntőben                  | Eredmény a döntőben |
| 1  | 2003. július 28.     | Indianapolis TC, Indianapolis       | Kemény           | Mario Ančić    | Diego Ayala / Robby Ginepri            | 2-6, 7-6(3), 7-5    |
| 2  | 2003. szeptember 29. | Thailand Open, Bangkok              | Kemény (fedett)  | Jonatan Erlich | Andrew Kratzmann / Jarkko Nieminen     | 6-3, 7-6(4)         |
| 3  | 2003. október 13.    | Grand Prix de Tennis de Lyon, Lyon  | Szőnyeg (fedett) | Jonatan Erlich | Julien Benneteau / Nicolas Mahut       | 6-1, 6-3            |
| 4  | 2003. október 11.    | Grand Prix de Tennis de Lyon, Lyon  | Szőnyeg (fedett) | Jonatan Erlich | Jonas Björkman / Radek Štěpánek        | 7-6(2), 6-2         |
| 5  | 2005. február 21.    | ABN AMRO WTT, Rotterdam             | Kemény (fedett)  | Jonatan Erlich | Cyril Suk / Pavel Vízner               | 6-4, 4-6, 6-3       |
| 6  | 2005. június 20.     | Nottingham Open, Nottingham         | Fű               | Jonatan Erlich | Simon Aspelin / Todd Perry             | 4-6, 6-3, 7-5       |
| 7  | 2006. január 9.      | NG Adelaide International, Adelaide | Kemény           | Jonatan Erlich | Paul Hanley / Kevin Ullyett            | 7-6(4), 7-6(10)     |
| 8  | 2006. június 26.     | Nottingham Open, Nottingham         | Fű               | Jonatan Erlich | Igor Kunyicin / Dmitrij Turszunov      | 6-3, 6-3            |
| 9  | 2006. augusztus 28.  | Pilot Pen Tennis, New Haven         | Kemény           | Jonatan Erlich | Mariusz Fyrstenberg / Marcin Matkowski | 6-3, 6-3            |
| 10 | 2006. október 2.     | Thailand Open, Bangkok              | Kemény (fedett)  | Jonatan Erlich | Andy Murray / Jamie Murray             | 6-2, 2-6, 10-4      |
| 11 | 2007. augusztus 20.  | Cincinnati Masters, Cincinnati      | Kemény           | Jonatan Erlich | Bob Bryan / Mike Bryan                 | 4-6, 6-3, 13–11     |
| 12 | 2008. január 26.     | Australian Open, Melbourne          | Kemény           | Jonatan Erlich | Arnaud Clément / Michaël Llodra        | 7-5, 7-6(4)         |
| 13 | 2008. március 21.    | Indian Wells Masters, Indian Wells  | Kemény           | Jonatan Erlich | Daniel Nestor / Nenad Zimonjić         | 6-4, 6-3            |
| 14 | 2008. október 19.    | BA-CA TennisTrophy, Bécs            | Kemény (fedett)  | Makszim Mirni  | Philipp Petzschner / Alexander Peya    | 6-1, 7-5            |
| 15 | 2008. november 2.    | Grand Prix de Tennis de Lyon, Lyon  | Szőnyeg (fedett) | Michaël Llodra | Stephen Huss / Ross Hutchins           | 6–3, 5–7, 10–8      |
| 16 | 2009. április 4.     | Miami Masters, Miami                | Kemény           | Makszim Mirni  | Ashley Fisher / Stephen Huss           | 6-7(4), 6-2, 10-7   |

#### Elvesztett döntői (14)
|    | Dátum               | Torna                                 | Borítás         | Partner        | Ellenfelek a döntőben           | Eredmény a döntőben |
| 1  | 2004. január 12.    | Chennai Open, Csennaj                 | Kemény          | Jonatan Erlich | Rafael Nadal / Tommy Robredo    | 6-7(3), 6-4, 3-6    |
| 2  | 2004. február 23.   | ABN AMRO WTT, Rotterdam               | Kemény (fedett) | Jonatan Erlich | Paul Hanley / Radek Štěpánek    | 7-5, 6-7(5), 5-7    |
| 3  | 2005. augusztus 1.  | Countrywide Classic, Los Angeles      | Kemény          | Jonatan Erlich | Rick Leach / Brian MacPhie      | 3-6, 4-6            |
| 4  | 2005. augusztus 15. | Canada Masters, Montréal              | Kemény          | Jonatan Erlich | Wayne Black / Kevin Ullyett     | 7-6(5), 3-6, 0-6    |
| 5  | 2005. október 3.    | Thailand Open, Bangkok                | Kemény (fedett) | Jonatan Erlich | Paul Hanley / Lijendar Pedzs    | 6-5(5), 1-6, 2-6    |
| 6  | 2005. október 17.   | BA-CA TennisTrophy, Bécs              | Kemény (fedett) | Jonatan Erlich | Mark Knowles / Daniel Nestor    | 3-5, 4-5(2)         |
| 7  | 2006. február 27.   | ABN AMRO WTT, Rotterdam               | Kemény (fedett) | Jonatan Erlich | Paul Hanley / Kevin Ullyett     | 6-7(4), 6-7(2)      |
| 8  | 2006. május 15.     | Rome Masters, Róma                    | Salak           | Jonatan Erlich | Mark Knowles / Daniel Nestor    | 4-6, 7-5, 11–13     |
| 9  | 2007. március 5.    | Tennis Channel Open, Las Vegas        | Kemény          | Jonatan Erlich | Bob Bryan / Mike Bryan          | 6-7(6), 2-6         |
| 10 | 2007. március 19.   | Indian Wells Masters, Indian Wells    | Kemény          | Jonatan Erlich | Martin Damm / Lijendar Pedzs    | 4-6, 4-6            |
| 11 | 2007. augusztus 5.  | Legg Mason Tennis Classic, Washington | Kemény          | Jonatan Erlich | Bob Bryan / Mike Bryan          | 6-7(5), 6-3, 7-10   |
| 12 | 2008. augusztus 3.  | Cincinnati Masters, Cincinnati        | Kemény          | Jonatan Erlich | Bob Bryan / Mike Bryan          | 6-4, 6-7(2), 7-10   |
| 13 | 2009. február 23.   | Open 13, Marseille                    | Kemény (fedett) | Julian Knowle  | Arnaud Clément / Michaël Llodra | 6-3, 3-6, 8-10      |
| 27 | 2009. március 26.   | Indian Wells Masters, Indian Wells    | Kemény          | Makszim Mirni  | Mardy Fish / Andy Roddick       | 6-3, 1-6, 12–14     |